# Katholische Péter-Pázmány-Universität
Die Katholische Péter-Pázmány-Universität (ungarisch: Pázmány Péter Katolikus Egyetem, PPKE) ist eine Katholische Universität in Budapest, Esztergom und Piliscsaba (Ungarn) mit rund 8.000 Studenten. Hauptsitz und Rektorat der Hochschule befindet sich am Standort der Katholischen Fakultät im VIII. Budapester Bezirk Józsefváros.

## Geschichte
Die Universität geht auf die 1635 von Kardinal Péter Pázmány in Tyrnau (ungar. Nagyszombat, heute Trnava in der Slowakei) gegründete historische Universität Tyrnau zurück. 1949 wurde die Theologische Fakultät der Universität Budapest in eine katholische Theologische Akademie umgewandelt, diese firmiert seit 1992 als Katholische Péter-Pázmány-Universität. Sie ist seit 1993 eine staatlich anerkannte Universität mit fünf Fakultäten und zwei selbständigen Instituten. 1999 wurde die Universität vom Heiligen Stuhl anerkannt (vgl. Ex Corde Ecclesiae).

## Fakultäten
- Fakultät für Theologie in Budapest
- Fakultät für Geisteswissenschaften in Piliscsaba
- Fakultät Rechts- und Politikwissenschaften in Budapest
- Fakultät für Informatik in Budapest
- Johann-Vitéz-Fakultät für Pädagogik in Esztergom

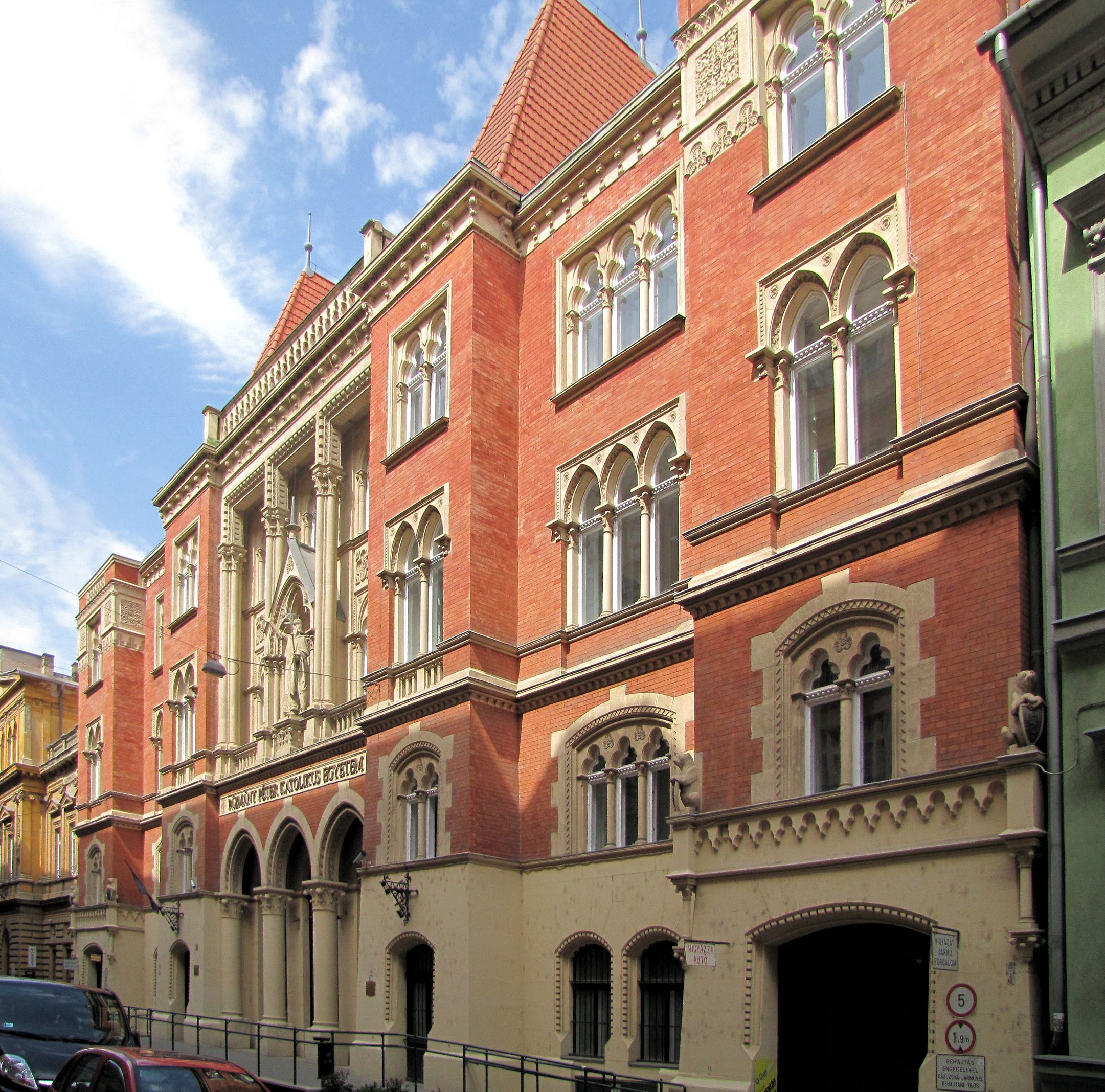
Péter-Pázmány-Universität in Budapest, Szentkirályi utca
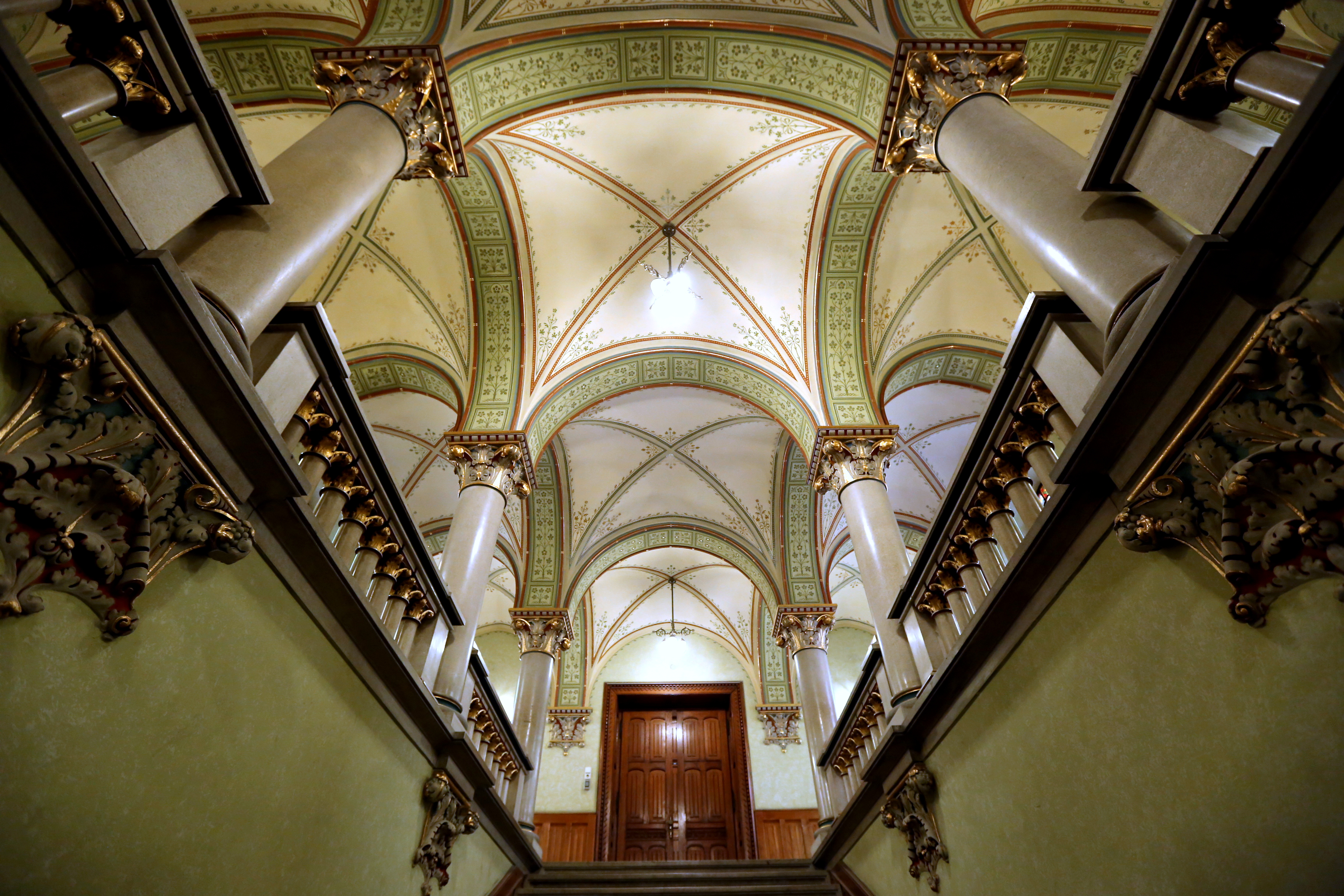
Treppenhaus in der Péter-Pázmány-Universität in Budapest
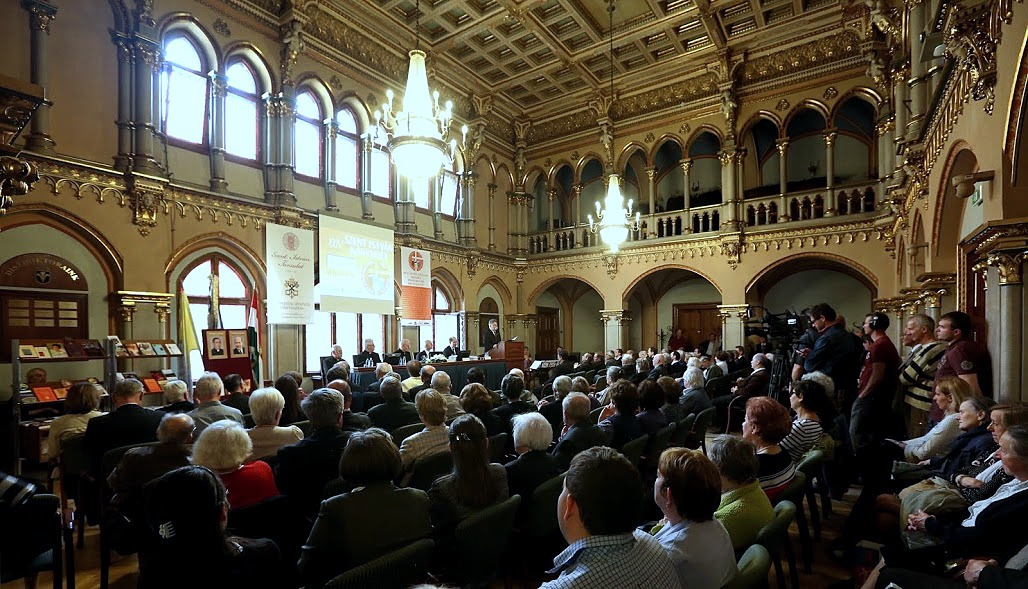
Festsaal in der Péter-Pázmány-Universität in Budapest
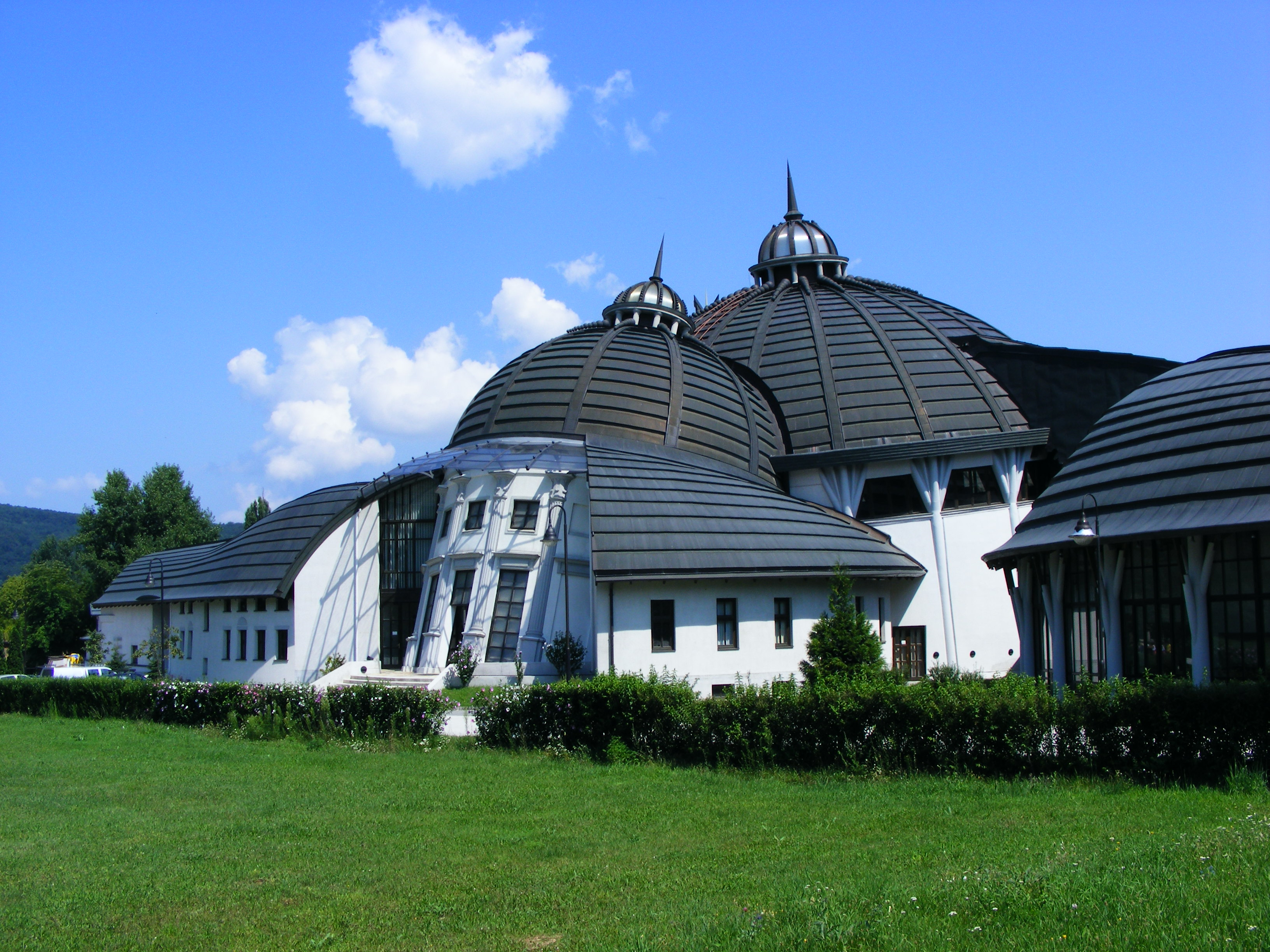
Stephaneum in Piliscsaba
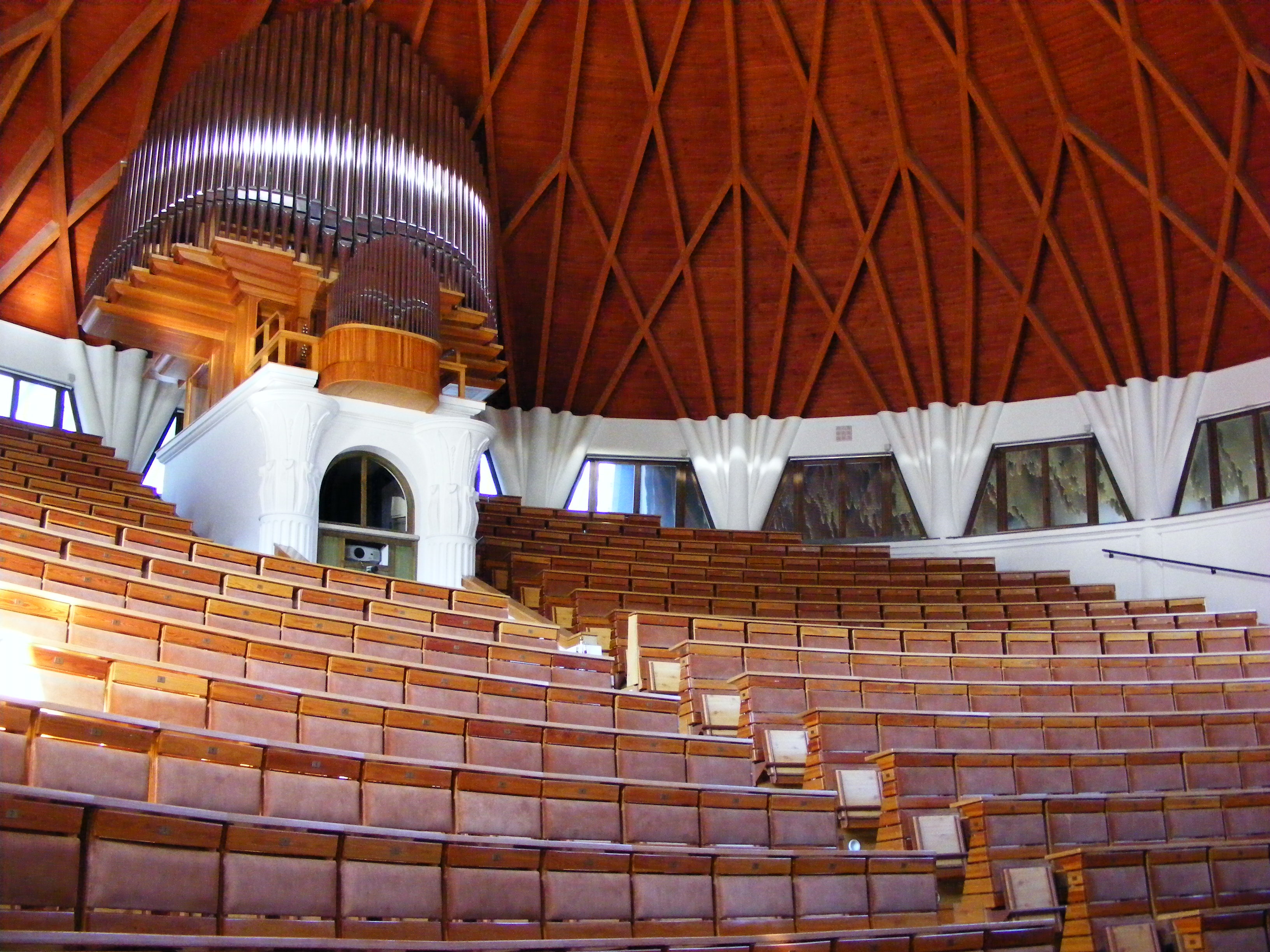
Großer Hörssal des Stephaneums
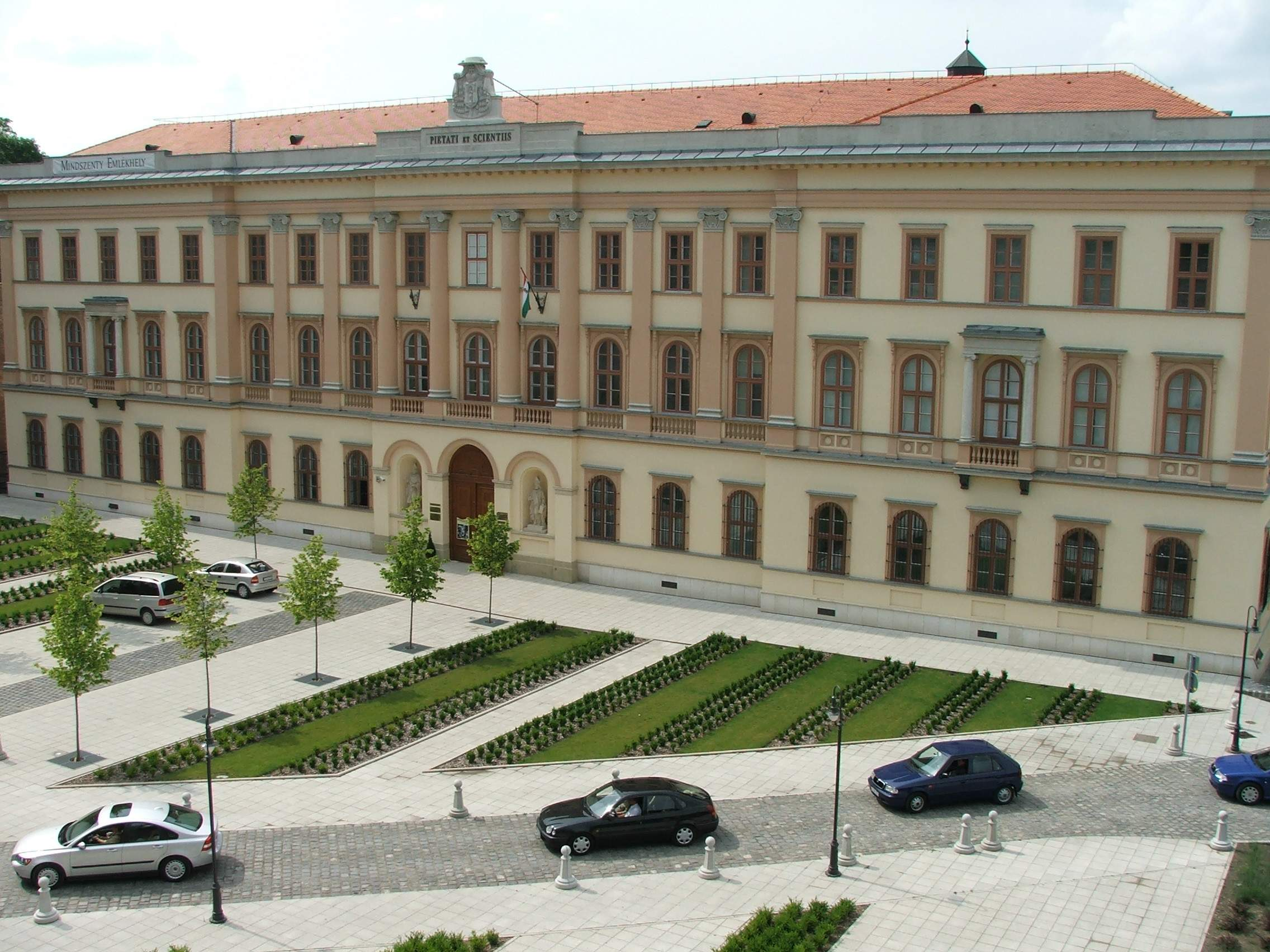
Altes Seminar in Esztergom

## Rektoren
- 1992–1998 Ferenc Gál
- 1998–2003 Péter Erdő
- 2003–2011 György Fodor
- 2011–2019 Szabolcs Szuromi O.Praem.
- seit 2019 Géza Kuminetz